# 郡 (英國)
郡或县（英語：County / Shire）是英国的一个行政区划单位。最初使用“Shire”一词作为行政区划名称的是居住在英格兰中部及南部的盎格鲁-萨克逊人。现在在郡之下的行政单位是区。在古英语中，郡写为scir。郡作为行政区划首次被使用是在威塞克斯王国。

## 英格兰的郡
- 贝德福德郡（Bedfordshire）
- 伯克郡（Berkshire）
- 白金汉郡（Buckinghamshire）
- 剑桥郡（Cambridgeshire）
- 柴郡（Cheshire）
- 德比郡（Derbyshire）
- 格洛斯特郡（Gloucestershire）
- 汉普郡（Hampshire）
- 赫里福德郡（Herefordshire）
- 赫特福德郡（Hertfordshire）
- 亨廷登郡（Huntingdonshire District）
- 兰开夏郡（Lancashire）
- 林肯郡（Lincolnshire）
- 莱斯特郡（Leicestershire）
- 北安普敦郡（Northamptonshire）
- 诺丁汉郡（Nottinghamshire）
- 牛津郡（Oxfordshire）
- 什罗普郡（Shropshire）
- 斯塔福德郡（Staffordshire）
- 华威郡（Warwickshire）
- 威尔特郡（Wiltshire）
- 伍斯特郡（Worcestershire）
- 约克郡（Yorkshire）

## 威尔斯的郡
- 布雷克诺克郡（Brecknockshire）
- 卡那封郡（Caernarvonshire）
- 锡尔迪金郡（Cardiganshire）
- 卡马森郡（Carmarthenshire）
- 登比郡（Denbighshire）
- 弗林特郡（Flintshire）
- 蒙茅斯郡（Monmouthshire）
- 蒙哥马利郡（Montgomeryshire）
- 彭布罗克郡（Pembrokeshire）
- 拉德诺郡（Radnorshire）

## 苏格兰的郡
- 阿伯丁郡（Aberdeenshire）
- 艾尔郡（Ayrshire）
- 班夫郡（Banffshire）
- 贝维克郡（Berwickshire）
- 克拉克曼南郡（Clackmannanshire）
- 克罗默蒂郡（Cromartyshire）
- 邓弗里斯郡（Dumfriesshire）
- 邓巴顿郡（Dunbartonshire）
- 印威尼斯郡（Inverness-shire）
- 金卡丁郡（Kincardineshire）
- 金罗斯郡（Kinross-shire）
- 柯尔库布里郡（Kirkcudbrightshire）
- 拉纳克郡（Lanarkshire）
- 马里郡（Morayshire）
- 奈恩郡（Nairnshire）
- 皮布尔斯郡（Peeblesshire）
- 伯斯郡（Perthshire）
- 伦弗鲁郡（Renfrewshire）
- 罗斯郡（Ross-shire）
- 罗克斯伯郡（Roxburghshire）
- 塞尔扣克郡（Selkirkshire）
- 史特灵郡（Stirlingshire）
- 威格敦郡（Wigtownshire）

## 北爱尔兰的郡
- 安特里姆郡（County Antrim）
- 阿马郡（County Armagh）
- 唐郡（County Down）
- 弗马纳郡（County Fermanagh）
- 伦敦德里郡（County Londonderry）
- 蒂龙郡（County Tyrone）

## 備注
1. ↑  “Shire”又译为夏